# Viktor Vitalijovics Cihankov
Viktor Vitalijovics Cihankov (ukránul: Віктор Віталійович Циганков (Viktor Vitaliiovych Tsyhankov); Naharija, 1997. november 15. –) izraeli születésű ukrán válogatott labdarúgó, a Girona játékosa.

## Pályafutása

### Klubcsapatban
2016. augusztus 14-én debütált a Dinamo Kijiv első csapatában a bajnokságban a Sztal Kamjanszke együttese ellen. 2017. július 29-én a Kijiv történelmének legfiatalabb mesterhármat szerző játékosa lett a FK Karpati Lviv ellen.
2023. január 17-én a spanyol Girona szerződtette 2027 nyaráig.

### A válogatottban
Tagja volt az U17-es válogatottnak amely részt vett a 2013-as U17-es labdarúgó-Európa-bajnokságon, a csoportkör minden mérkőzésen pályára lépett és a horvátok ellen gólt is szerzett. A Görögországban megrendezett 2015-ös U19-es labdarúgó-Európa-bajnokságon is részt vett. 2016. november 12-én 18 évesen debütált a felnőtt válogatottban a finnek ellen.

## Statisztika
2023. január 19-i állapot szerint.
| Klub             | Szezon           | Bajnokság        | Bajnokság | Bajnokság | Kupa  | Kupa  | Nemzetközi | Nemzetközi | Egyéb | Egyéb | Összes | Összes |
| Klub             | Szezon           | Liga             | Mérk.     | Gólok     | Mérk. | Gólok | Mérk.      | Gólok      | Mérk. | Gólok | Mérk.  | Gólok  |
| ---------------- | ---------------- | ---------------- | --------- | --------- | ----- | ----- | ---------- | ---------- | ----- | ----- | ------ | ------ |
| Dinamo Kijiv     | 2016/17          | Premjer-liha     | 20        | 3         | 3     | 1     | 6          | 1          | —     | —     | 29     | 5      |
| Dinamo Kijiv     | 2017/18          | Premjer-liha     | 27        | 13        | 2     | 1     | 8          | 3          | 1     | 0     | 38     | 17     |
| Dinamo Kijiv     | 2018/19          | Premjer-liha     | 31        | 18        | 1     | 0     | 13         | 2          | 1     | 0     | 46     | 20     |
| Dinamo Kijiv     | 2019/20          | Premjer-liha     | 27        | 14        | 4     | 1     | 8          | 2          | 0     | 0     | 39     | 17     |
| Dinamo Kijiv     | 2020/21          | Premjer-liha     | 20        | 12        | 3     | 1     | 11         | 2          | 0     | 0     | 34     | 15     |
| Dinamo Kijiv     | 2021/22          | Premjer-liha     | 18        | 11        | 0     | 0     | 6          | 0          | 1     | 0     | 25     | 11     |
| Dinamo Kijiv     | 2022/23          | Premjer-liha     | 13        | 6         | 0     | 0     | 10         | 3          | 0     | 0     | 23     | 9      |
| Dinamo Kijiv     | Összesen         | Összesen         | 156       | 77        | 13    | 4     | 64         | 13         | 3     | 0     | 236    | 94     |
| Girona           | 2022/23          | La Liga          | 0         | 0         | 0     | 0     | —          | —          | —     | —     | 0      | 0      |
| KARRIER ÖSSZESEN | KARRIER ÖSSZESEN | KARRIER ÖSSZESEN | 156       | 77        | 13    | 4     | 64         | 13         | 3     | 0     | 236    | 94     |

1. 1 2  Mérkőzése(i) a(z) Bajnokok Ligájában
2. ↑  Mérkőzése(i) a(z) Európa Ligában
3. 1 2 3  Mérkőzése(i) a(z) Ukrán szuperkupában
4. ↑  Four appearances in UEFA Champions League, nine appearances and two goals in UEFA Europa League
5. ↑  Two appearances in UEFA Champions League, six appearances and two goals in UEFA Europa League
6. ↑  Seven appearances and two goals in UEFA Champions League, four appearances in UEFA Europa League

## Sikerei, díjai

### Klub
- Dinamo Kijiv
  - Ukrán bajnok (1): 2020–21
  - Ukrán kupa (2): 2019–20, 2020–21
  - Ukrán szuperkupa (3): 2018, 2019, 2020

### Egyéni
- Az év ukrán tehetsége: 2017, 2018, 2019
- Az év ukrán labdarúgója : 2018
- Ukrán bajnokság – Az év játékosa: 2018–19
- Ukrán bajnokság – Legértékesebb Játékosa: 2020